# Vem kan döda ett barn?

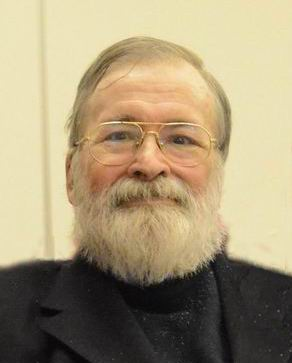
Filmens regissör Narciso Ibáñez Serrador.

Vem kan döda ett barn? (spanska: ¿Quién puede matar a un niño?, engelska: Who Can Kill a Child?) är en spansk engelskspråkig skräckfilm från 1976 regisserad av den Uruguay-födde spanske regissören Narciso Ibáñez Serrador. Filmen hade premiär i Sverige 18 juli 1977.
Filmen är baserad på en roman av den spanske författaren Juan José Plans betitlad El juego de los niños ("Barnleken").

## Handling
Det semestrande engelska paret Tom och Evelyn anländer till Almanzora i södra Spanien, varifrån de senare tar sig med båt till en mindre ö utanför kusten. De upptäcker efter ett litet tag att öns vuxna befolkning tycks ha gått upp i rök samt även att barnen beter sig märkligt.

## Rollista (i urval)
| Lewis Fiander    | – Tom                         |
| Prunella Ransome | – Evelyn                      |
| Antonio Iranzo   | – Far till gråtande flicka    |
| Luis Ciges       | – Enrique Amorós, brevbäraren |